# Ricardo Delgado
Ricardo Delgado Nogales (Città del Messico, 13 luglio 1947) è un ex pugile messicano.

## Palmarès
Olimpiadi
- 1 medaglia:
  - 1 oro (pesi mosca a Città del Messico 1968)

Giochi panamericani
- 1 medaglia:
  - 1 argento (pesi mosca a Winnipeg 1967)